# Tractat de Goury
El tractat de Goury fou un acord entre França i l'Imperi Tukulor d'Ahmadu Tall signat el 12 de maig de 1887.
Després de la penetració francesa a Kita i Bamako, Ahmadu Tall va abandonar la seva capital a Ségou (i es va instal·lar a Nioro) i va acceptar una mena de protectorat francès sobre el Ségou per tractat signat a Goury (o Gouri) el 12 de maig de 1887.